# Argyrochira bactriana
Argyrochira bactriana là một loài ruồi trong họ Asilidae. Argyrochira bactriana được Richter miêu tả năm 1968.